# Meniscomorpha mirabilis
Meniscomorpha mirabilis är en stekelart som först beskrevs av Cresson 1870.  Meniscomorpha mirabilis ingår i släktet Meniscomorpha och familjen brokparasitsteklar.

## Underarter
Arten delas in i följande underarter:
- M. m. pyrodes
- M. m. pleuralis